# Яамамыйза
Яаамамыйза это район в северо-восточной части Тарту. Границы района: граница города — улица Яама — улица Пуйэстеэ — улица Пярна .
Площадь Яамамыйза составляет 150 га.
По состоянию на 31 декабря 2013 года в Яамамыйза проживали 3261 человек, в том числе 1828 женщин и 1433 мужчины. Плотность населения района составила 2174 человека / км 2 . 1,50 % жителей Тарту проживали на Яамамыйза.
Этот район в советское время в народе называли Шанхай.

## Зелёные зоны и водоемы
- Кладбище Рахумяэ
- Ручей Яамамыйза

## Улицы
- Ида
- Яаама
- Яамамыйза
- Кяби
- Ладва
- Лейе
- Ляане
- Окса
- Пуйестээ
- Пыйя пуйестээ
- Рыыму тээ
- Тюрве